# Matea Jelić
Matea Jelić, född 23 december 1997, är en kroatisk taekwondoutövare.

## Karriär
Jelić tog guld i mellanvikt vid olympiska sommarspelen 2020 i Tokyo efter att ha besegrat Lauren Williams i finalen.
I maj 2024 vid EM i Belgrad tog Jelić brons i 73 kg-klassen.